# 立花統次
立花 統次（たちばな むねつぐ、天正4年（1576年） - 慶長5年（1600年））は、戦国時代の武将。豊後国の大名大友氏、その重臣戸次氏の家臣。大友氏庶流の戸次氏の一族。父は戸次氏重臣の森下釣雲。立花家母衣武者11騎の一人。馬印は金馬簾片輪車

## 生涯
天正4年（1576年）、森下釣雲の三男として生まれる。天正18年（1590年）、立花統春が27歳の若さで自害し、その名跡を継ぐ。文禄・慶長の役で戦功を挙げ、文禄5年（1596年）に1000石を拝領した。
慶長5年（1600年）、関ヶ原の戦いの際、主君・立花宗茂の母衣武者十一騎の一人として出陣、大津城の戦いに参戦した。
後の江上八院の戦いに、立花家老小野鎮幸の指揮下で第三陣の将として兵を率い、単騎駆けして敵数陣を突破し、獅子奮迅の奮戦ぶりを「阿修羅のごとく」と讃えられたが、騎乗する軍馬の体力を消耗しすぎたので、重囲に陥て討死する。

## 人物
幼いにして穎悟良将の風あり。大変な美男子であったという。
また、若くにして才覚が優れ、老功の者のように思慮深くて島津家中の伊集院忠棟討伐事件を対処した。この件で島津家臣だけではなく島津義弘からも称賛されたという。

## 死後
戦死の地には地元の民によって「三太夫地蔵」として祀られている。
三太夫地蔵の周辺の村では、近年まで立花三太夫の霊を鎮めるため、毎年夏の８月になると「立花さん祭り」が催されていた。
今でも付近ではその地蔵は「立花さん」と言われて、地元の人びとに親しまれている。